# Grand Cunay
Grand Cunay är en kulle i Schweiz. Den ligger i distriktet Jura-Nord vaudois och kantonen Vaud, i den västra delen av landet, 100 km väster om huvudstaden Bern. Toppen på Grand Cunay är 1 573 meter över havet. Grand Cunay ingår i Jurabergen.